# Aimeric de Péguilhan

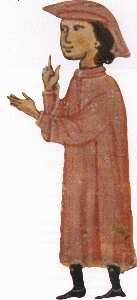
Aimeric de Péguilhan in einem Liederbuch des 13. Jahrhunderts (BNF)

Aimeric de Péguilhan (* um 1170 in Péguilhan; † um 1230) war ein okzitanischer Troubadour. In den Jahren von 1195 bis 1230 war er dichterisch tätig.
Aimerics erster Gönner war Raimund V. Von Toulouse. Seine Lyrik zeichnet sich vor allem durch formale Perfektion, dagegen weniger durch originelle Themen aus.  Von Aimeric sind 54 Liedtexte und sechs Melodien überliefert.
Aimerics Schaffenszeit fällt in die Zeit der Albigenserkriege (1209–1229). In dieser Zeit befanden sich die okzitanischen Höfe, die zuvor die Troubadors ideell und auch praktisch unterstützt hatten, im Niedergang. Eine letzte Blütezeit erlebte die okzitanische Minne in dieser Zeit in Nordspanien und in Norditalien. In diesen Gebieten suchte Aimeric als Berufssänger sein Auskommen.